# Sites émetteurs de Labastide-du-Haut-Mont
Les sites émetteurs de Labastide-du-Haut-Mont, situé au lieu-dit "La Besse", sont des installations de radiofréquences couvrant les départements du Lot où il se trouve mais aussi de l'Aveyron, du Cantal, de la Corrèze et de la Lozère.

## Composition du site
Il est constitué de plusieurs tours de diffusion :
- Une tour d'une hauteur de 77 mètres appartient à l'opérateur TowerCast et diffuse 3 multiplex pour la TNT, 3 radios publiques en FM et un faisceau hertzien.
- Une tour d'une hauteur de 76 mètres appartient à l'opérateur TDF et diffuse 3 autres multiplex pour la TNT et un faisceau hertzien.
- Une tour d'une hauteur de 30 mètres appartient aussi à TDF et possède des relais pour Orange, SFR et Bouygues Telecom.

## Télévision

### Diffusion analogique
En Midi-Pyrénées, l'extinction de la télévision analogique a commencé avec les émetteurs de Canal+ le 13 octobre 2010. Les autres chaînes se sont arrêtées le 8 novembre 2011. Sur l'émetteur de Labastide-du-Haut-Mont, France 3 Auvergne a cessé d'émettre le 10 mai 2011, date butoir dans la région éponyme,.
| Chaîne                   | Canal | Puissance (PAR) |
| ------------------------ | ----- | --------------- |
| TF1                      | 59H   | 175 kW          |
| France 2                 | 65H   | 175 kW          |
| France 3 Auvergne        | 62H   | 175 kW          |
| Canal+                   | 9V    | 4,3 kW          |
| France 5 / Arte          | 57H   | 100 kW          |
| M6                       | 67H   | 100 kW          |
| France 3 Quercy-Rouergue | 54H   | 110 kW          |

### Diffusion numérique
Les multiplex R1, R3 et R7 sont diffusés depuis la tour TDF de 76 mètres de hauteur.
Les R2, R4 et R6 le sont depuis la tour de TowerCast.
| Multiplex | LCN              | Chaînes                                                                  | Canal | Puissance (PAR) |
| --------- | ---------------- | ------------------------------------------------------------------------ | ----- | --------------- |
| R1        | 2 3 14 27 33     | France 2 France 3 Quercy-Rouergue France 4 France Info France 3 Auvergne | 37H   | 40 kW           |
| R2        | 8 15 16 17 18    | C8 BFM TV CNews CStar Gulli                                              | 45H   | 40 kW           |
| R3        | 4 26 41 42 43 45 | Canal+ LCI Paris Première Canal+ Sport Canal+ Cinéma(s) Planète+         | 43H   | 40 kW           |
| R4        | 5 6 7 9 22       | France 5 M6 Arte W9 6ter                                                 | 42H   | 40 kW           |
| R6        | 1 10 11 12 13    | TF1 TMC TFX NRJ 12 LCP                                                   | 48H   | 40 kW           |
| R7        | 20 21 23 24 25   | TF1 Séries Films L'Équipe RMC Story RMC Découverte Chérie 25             | 39H   | 40 kW           |

## Radio FM
La tour TowerCast de Labastide-du-Haut-Mont émet 3 radios publiques avec une puissance de 7 kW.
| Fréquence | Station        | Code RDS (PS) |
| --------- | -------------- | ------------- |
| 91.9      | France Musique | MUSIQUE_      |
| 94.5      | France Inter   | __INTER_      |
| 98.0      | France Culture | _CULTURE      |

## Téléphonie mobileet autres transmissions[7]
| Opérateur        | 2G  | 3G  | FH  |
| ---------------- | --- | --- | --- |
| Orange           | Non | Oui | Non |
| SFR              | Oui | Oui | Oui |
| Bouygues Telecom | Non | Oui | Non |

- TDF : faisceau hertzien sur la tour de TDF de 76 mètres de hauteur.
- TowerCast : faisceau hertzien sur la tour de TowerCast.

## Photos du site
- Sur tvignaud (consulté le 23 avril 2017).
- Sur flickr (consulté le 23 avril 2017).